# Tilsiter SC
Tilsiter SC was een Duitse voetbalclub uit het Oost-Pruisische Tilsit, dat tegenwoordig het Russische Sovjetsk is.

## Geschiedenis
De club ontstond in 1929 door een fusie tussen Lituania Tilsit en VfK Tilsit 1911/21. Vanaf 1930 speelde de club in de Bezirksliga Nord en werd daar derde. Ook in 1932 werd de club derde. Doordat SpVgg Memel, eigenlijk een club uit Litouwen, uit de competitie gezet werd nadat de Litouwse bond eiste dat de club niet meer in de Duitse competitie zou spelen, mocht de club naar de Oost-Pruisische eindronde voor vicekampioenen. Alle drie de clubs wonnen en verloren een wedstrijd waardoor er een play-off gespeeld werd. Tilsit versloeg eerst Rastenburger SV 08, maar verloor dan van Prussia-Samland Königsberg en was uitgeschakeld. In 1933 plaatste de club zich voor de groepsfase van de eindronde en eindigde derde achter Hindenburg Allenstein en Prussia-Samland. Door de strenge winters in het Baltische gebied werd de competitie van 1932/33 in 1931 al begonnen en de geplande competitie van 1933/34 al in 1932. Nadat de NSDAP aan de macht kwam werd de competitie door heel Duitsland grondig geherstructureerd. De Gauliga Ostpreußen werd ingevoerd en het seizoen 1933/34, dat al begonnen was werd niet voltooid. Wel werd op basis van die eindrangschikking het aantal teams voor de Gauliga bepaald. Uit de Bezirksliga Nord plaatsten zich drie teams en Tilsit was als tweede gekwalificeerd.
Na twee middelmatige seizoenen werd de competitie hervormd. De Bezirksklasse, de tweede klasse, de voorronde van de Gauliga, waarin alle clubs uit de Gauliga en de beste tweedeklassers van het jaar ervoor speelden. De top twee van elke divisie plaatste zich voor de eigenlijke Gauliga. De club plaatste zich geen enkele keer voor de Gauliga en na drie seizoenen werd dit systeem afgevoerd en kwam er één Gauliga met tien clubs, waarvoor de club zich niet plaatste.
De club speelde de volgende jaren nog verder in de Bezirksklasse tot 1944 maar kon niet meer promoveren.
Na het einde van de Tweede Wereldoorlog werd Oost-Pruisen verdeeld onder Polen en de Sovjet-Unie. Alle voetbalclubs werden ontbonden en niet meer heropgericht.